# Myzostoma tuberculatum
Myzostoma tuberculatum is een ringworm uit de familie Myzostomatidae.
Myzostoma tuberculatum werd in 1937 voor het eerst wetenschappelijk beschreven door Jägersten.